# Diecéze caudiumská
Diecéze Caudium je titulární diecéze římskokatolické církve.

## Historie
Caudium, je starobylé biskupské sídlo v Kampánii, v regionu Beneventa. Není přesně jistý původ a geografická poloha této diecéze. Podle Lanzoniho, jednoznačně známým biskupem byl Felicissimo, který byl zmíněn roku 499.
V 10. století se území diecéze stalo součástí nové diecéze Sant'Agata de' Goti.
Dnes je využívána jako titulární biskupské sídlo; v současnosti má titulárního arcibiskupa George Panikulama, který je apoštolským nunciem v Uruguayi.

## Seznam titulárních biskupů
- 1971 – 1979 François-Victor-Marie Frétellière, P.S.S.
- 1980 – 1999 George Eli Dion, O.M.I.
- od 1999 George Panikulam